# 蘇安 (大西洋省)
蘇安是哥倫比亞的城鎮，位於該國北部，由大西洋省負責管轄，距離首府巴蘭基亞72公里，始建於1827年6月27日，面積55平方公里，海拔高度8米，2005年人口9,344。

## 外部連結
- （西班牙文） Gobernacion del Atlantico - Suan
- （西班牙文） Suan official website （页面存档备份，存于）

10°20′N 74°53′W / 10.333°N 74.883°W